# Platja Llarga (Roda de Berà)
La platja Llarga és una platja semi-natural del municipi de Roda de Berà (Tarragonès), que limita al nord-est amb roques que la separen de la cala de la Torrota, i al sud-oest amb la platja de Creixell, al límit de terme de Creixell. Orientada al sud-sud-est, té una longitud de 1.070 metres i una amplada mitjana de 41 metres, formada per sorra fina i daurada, amb un pendent d'entrada a l'aigua suau. Presenta un interès especial degut a un cordó dunar amb rereduna, l'ecosistema dunar Els Madalers. Disposa de senyalització, socorrisme, salvament, accessibilitat per a persones amb mobilitat reduïda, que inclou atenció personalitzada i subministrament de cadires amfíbies, passarel·les d'accés, aparcament per a vehicles, bar i restaurant, dutxes, sanitaris portàtils, lloguer de patins aquàtics, zona esportiva, parc infantil i ludoteca.
La platja està guardonada amb la Bandera Blava, que reconeix internacionalment la qualitat de l'aigua i serveis. L'Agència Catalana de l'Aigua efectua un control setmanal de la qualitat de l'aigua, durant la temporada de bany, amb el resultat d'excel·lent.